# Вербичи
Вербичи (укр. Вербичі) — село в Репкинском районе Черниговской области Украины. Население 566 человек. Занимает площадь 2,6 км². Протекает река Свинка.
Код КОАТУУ: 7424481001. Почтовый индекс: 15015. Телефонный код: +380 4641.

## История
Села Вербичи и Постобица обозначены на карте M-36-3-C (1943 год). Объединены в единое село Вербичи, где Постобица — северная часть современного села.

## Власть
Орган местного самоуправления — Вербичский сельский совет. Почтовый адрес: 15015, Черниговская обл., Репкинский р-н, с. Вербичи, ул. Победы, 14.